# 榮光站 (咸鏡南道)
榮光站（韓語：영광역）是朝鮮民主主義人民共和國咸鏡南道荣光郡的一個鐵路車站，属于新兴线和长津线。

## 邻近车站
新兴线
长兴站 - 榮光站 - 丰上站
长津线
榮光站 - 东阳站